# Josef Frank (sciatore)
Josef Frank (1991) è un ex sciatore alpino tedesco.

## Biografia
Attivo in gare FIS dal dicembre del 2006, in carriera non debuttò in Coppa del Mondo o in Coppa Europa né prese parte a rassegne olimpiche o iridate; si ritirò durante la stagione 2009-2010 e la sua ultima gara fu una supercombinata juniores disputata a Sarentino il 27 gennaio e non completata da Frank.

## Palmarès

### Campionati tedeschi
- 1 medaglia:
  - 1 argento (supercombinata nel 2009)